# Клиника Маковского
Клиника Маковского — здание в Киеве по улице Олеся Гончара, яркий образец архитектуры в стиле венской сецессии. В 1911 году в здании после покушения скончался Петр Столыпин.

## История
Проект сооружения создал архитектор Игнатий Ледоховский. Несмотря на малоизвестную биографию, художник занял ведущее место в архитектурной практике Киева и выдерживал сравнения как с известными архитекторами столицы Юго-Западного края, так и Петербурга. Среди произведений архитектора также доходные дома, среди которых и доходный дом С. Чоколовой, еще одна яркая достопримечательность архитектуры той эпохи.
Заказчик здания — приват-доцент университета св. Владимира врач П. Качковский. Как и большинство сооружений того времени дом выполнял различные функции. Он был жильем самого врача, имел комнаты хирургической клиники и вспомогательные помещения. Строительство провели в период 1907-1908 гг. На тогдашней Маловладимирской улице появился нарядный дом с рустованным нижним этажом, сдержанным, но изысканным декором и разнообразными скульптурами.
Через два года по окончании строительства врач П. Качковский умер, и дом перешел в собственность врача Маковского. С 1910 г. здесь заработала частная клиника для богатых клиентов с самым современным на то время оборудованием.
Клиника Маковского невольно оказалась связана с политическими событиями в Российской империи начала XX века. В сентябре 1911 года в Киев прибыл премьер-министр Петр Столыпин, реформатор и поборник крепкой власти во внутренней политике империи, что вызывало яростную реакцию революционно настроенных групп. Во время церемонии в Киевском городском театре студент-анархист Дмитрий Богров совершил покушение на жизнь Столыпина. Последнего в тяжелом состоянии после огнестрельного ранения доставили в клинику Маковского, где тот и умер. Через два месяца после трагического события Маловладимирскую улицу, где располагается здание, переименовали в Столыпинскую.
В годы Первой мировой войны в клинике расположили военный госпиталь для офицеров. В Великую Отечественную войну здание пострадало от пожара. В 1948 году здание отремонтировали с потерями декора главного фасада, заменой окон эпохи модерн и новым приспособлениям под офтальмологическую клинику. С 1998 года в здании располагается «Секретариат Народного Руха Украины». Проведены реставрация фасадов и замена коммуникаций.

## Архитектура
Главный фасад здания асимметричен, что было довольно типично для домов в стиле модерн. Пять окон уличного фасада до закругленного угла разделял широкий ризалит под фигурным фронтоном, украшенным этажа крылатыми женщинами и большим овальным окном второго этажа. Овальную форму имел и дополнительный вход в здание с улицы. Рустованный этаж переходил в рустованный забор небольшого двора, дополнительно украшенный скульптурой льва. Ворота во внутренний двор были украшены затейливой металлической калиткой, которую изготовили по парижскому образцу, созданным для особняка Беранже. Фигуру льва изготовил скульптор Федор Соколов, о чем свидетельствует его подпись и дата 1907 г. Главный вход украшали также два маскарона, женский и мужской.

## Галерея

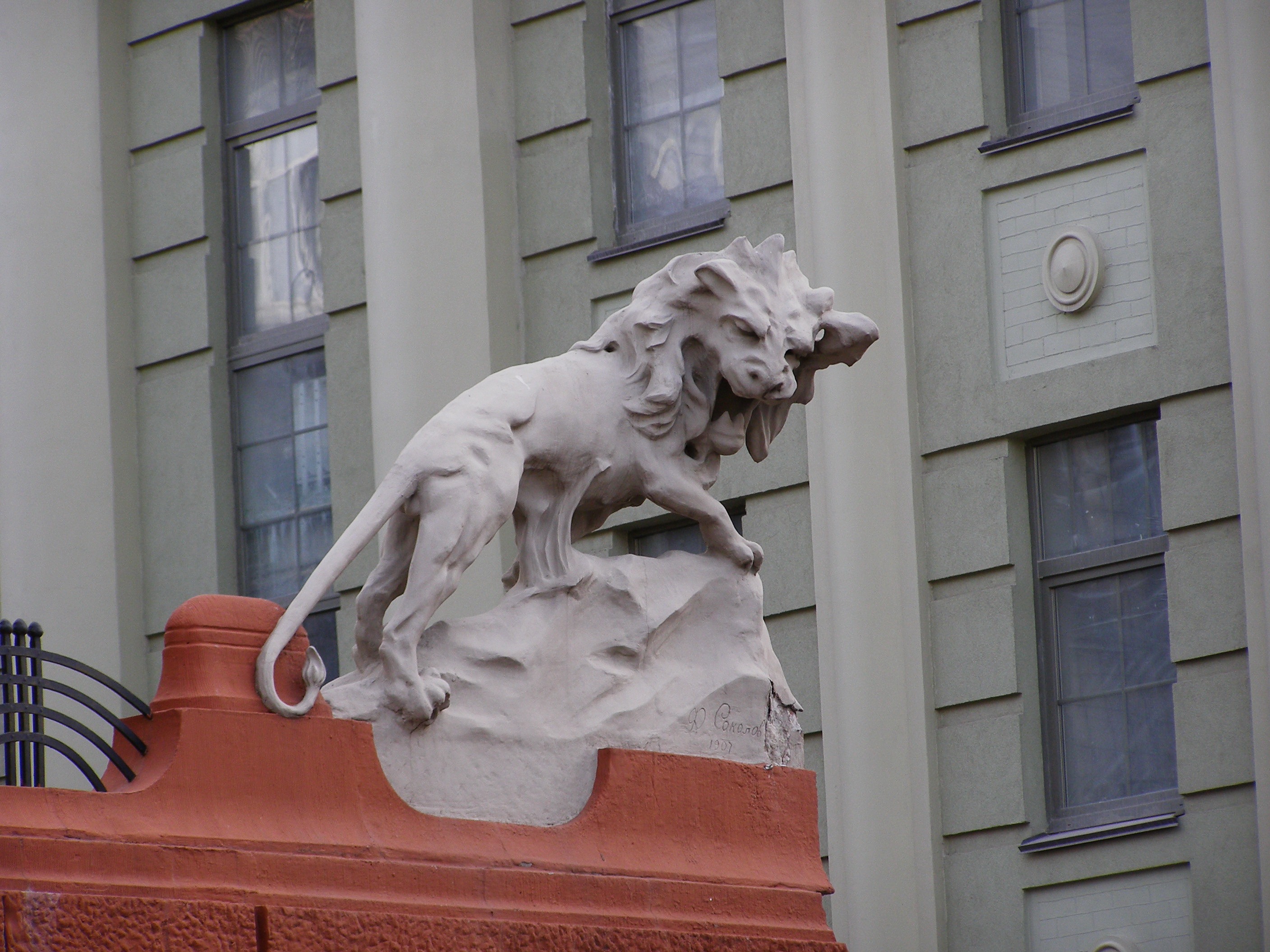
Фигура льва на ограде особняка. Скульптор Федор Соколов.
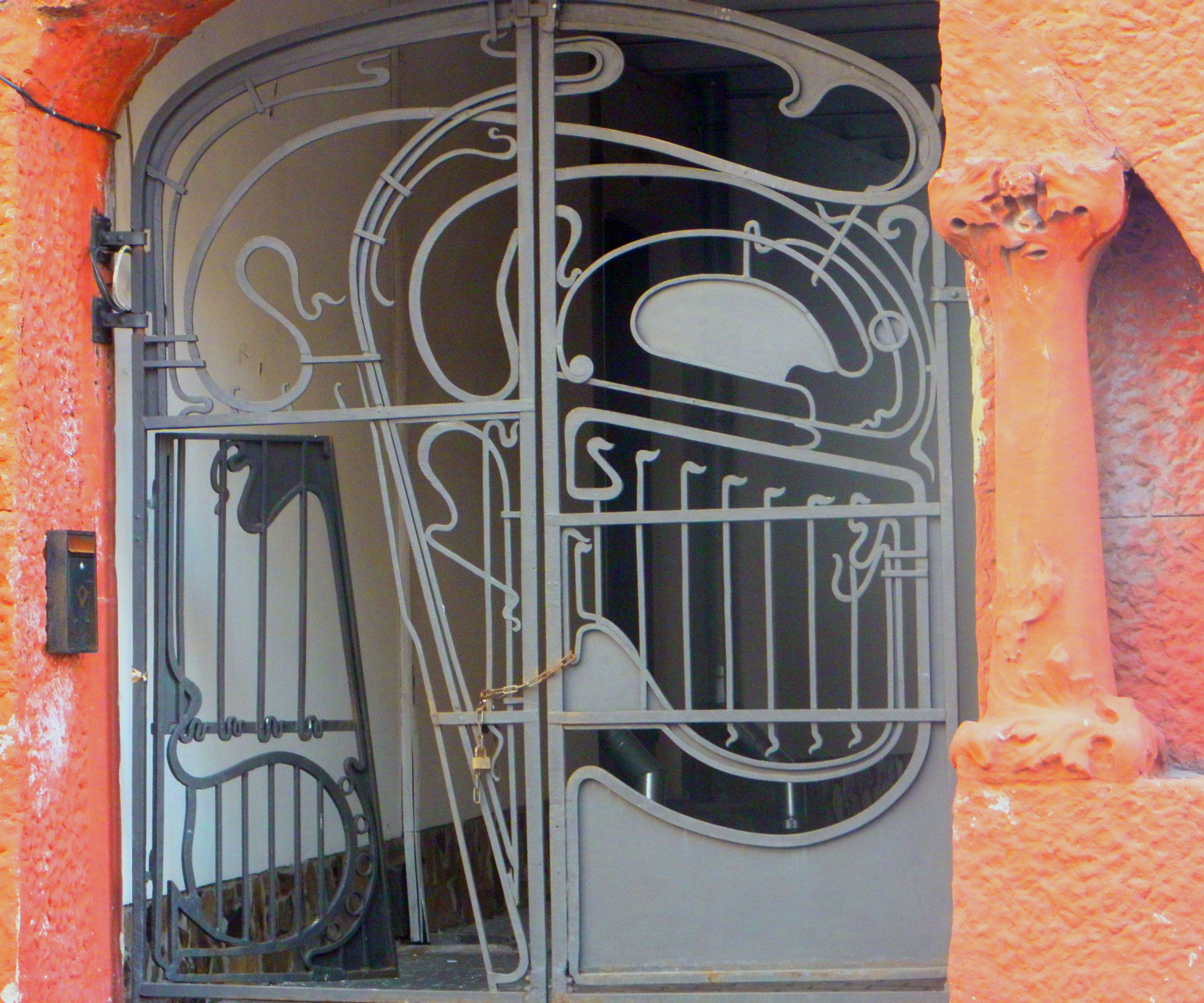
Фигурная калитка во внутренний дворик. Проектант Эктор Гимар.
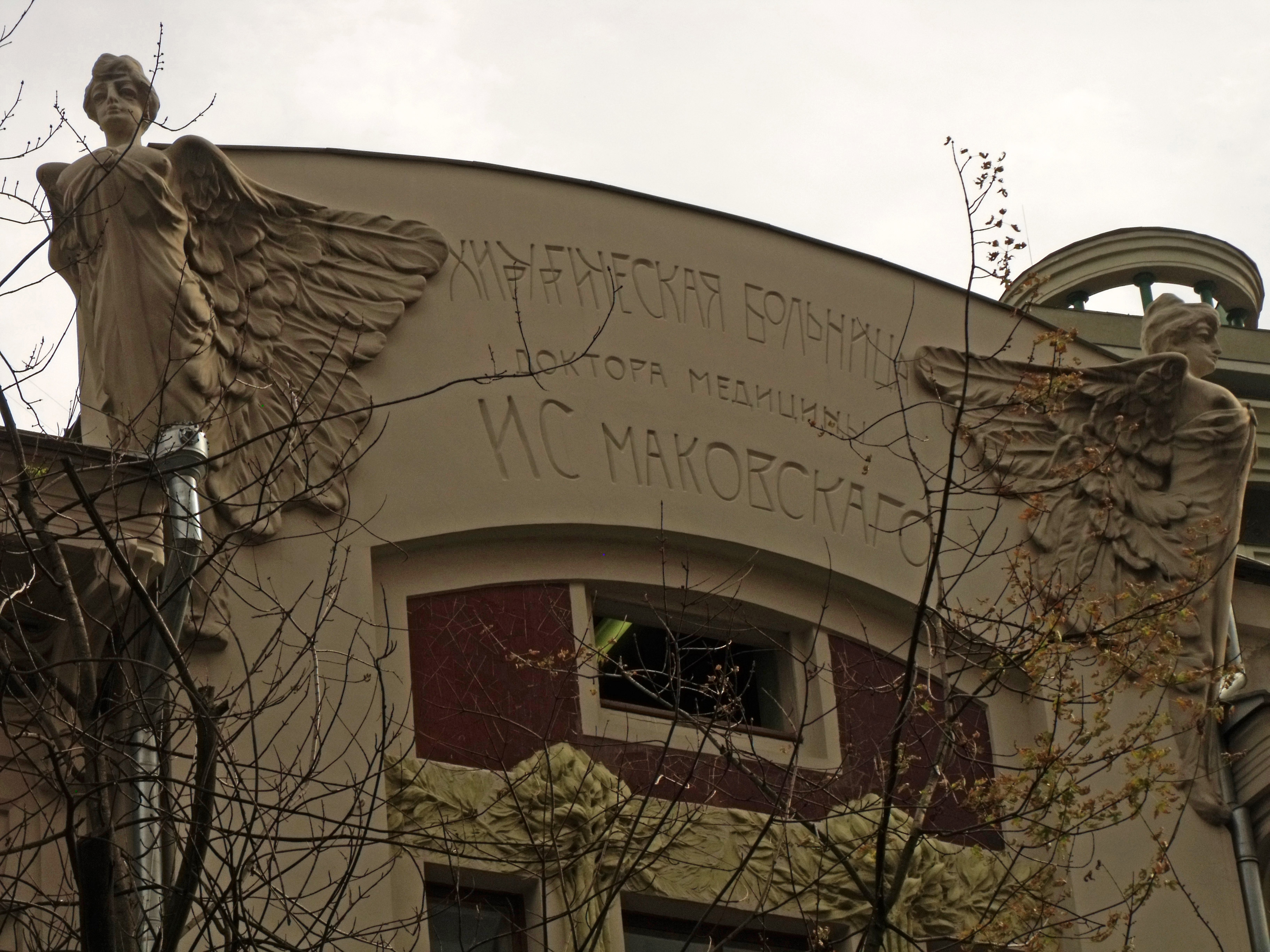
Крылатые женские фигуры на фигурном фронтоне
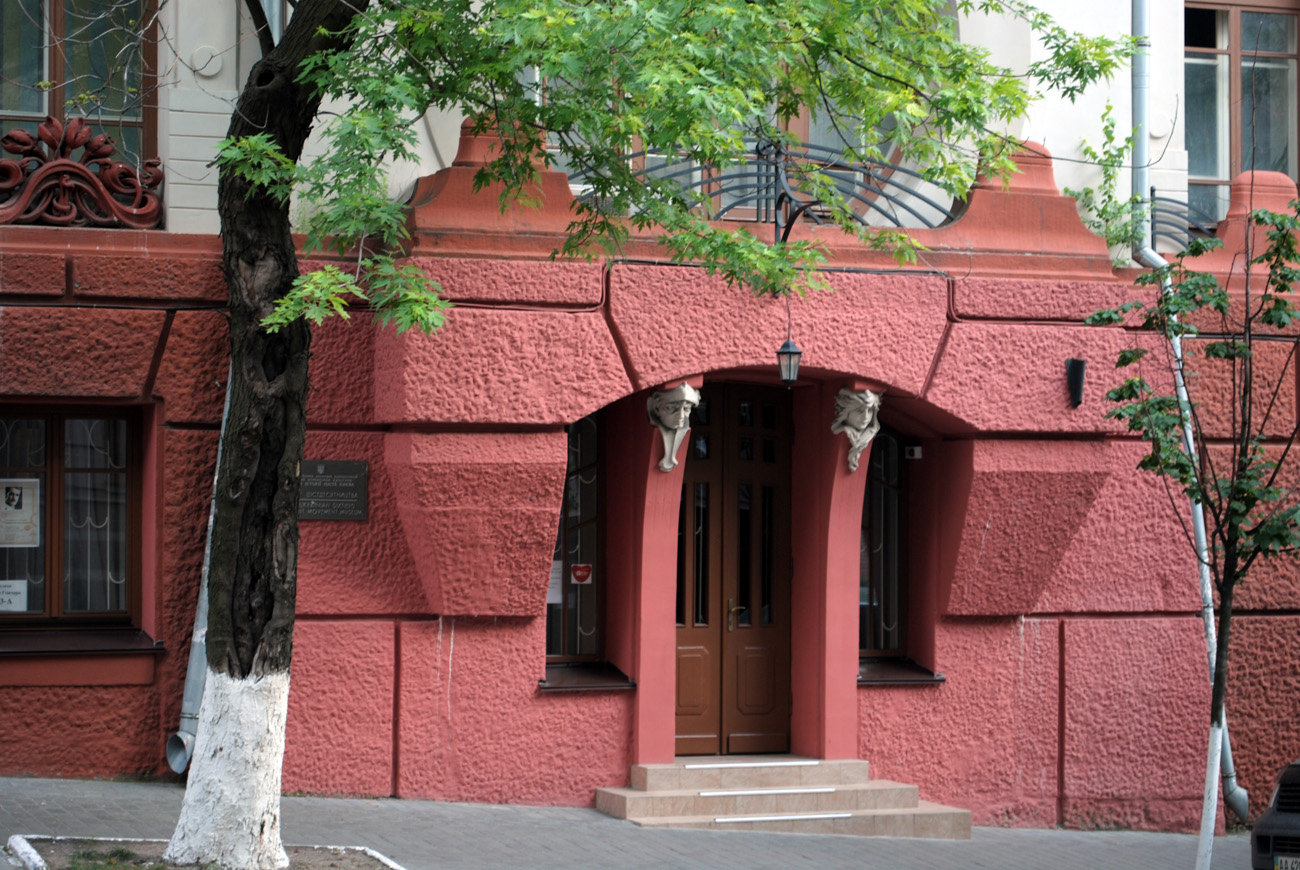
Бывший вход
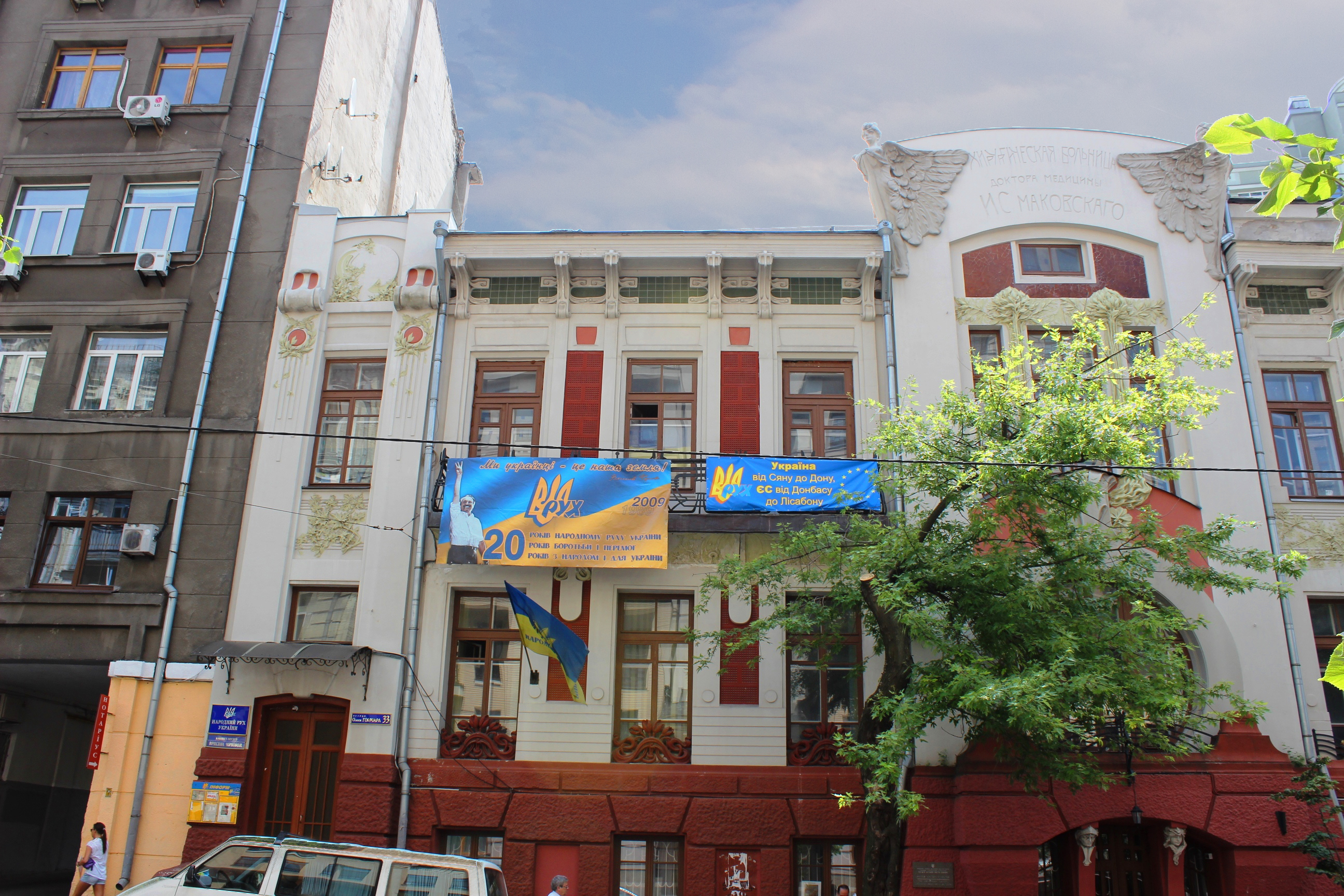
Главный фасад после реставрации
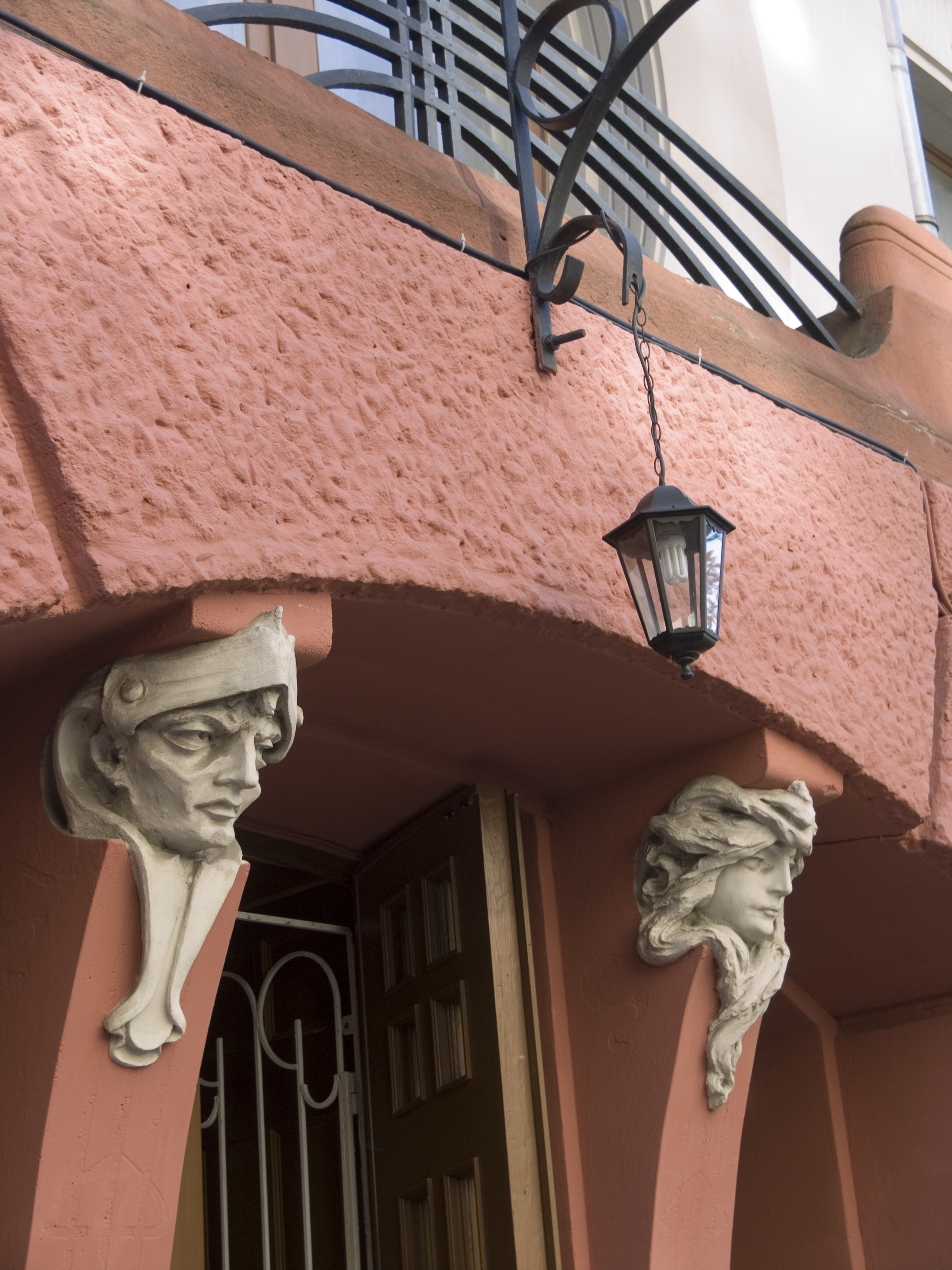
Декоративная решетка и фонарь
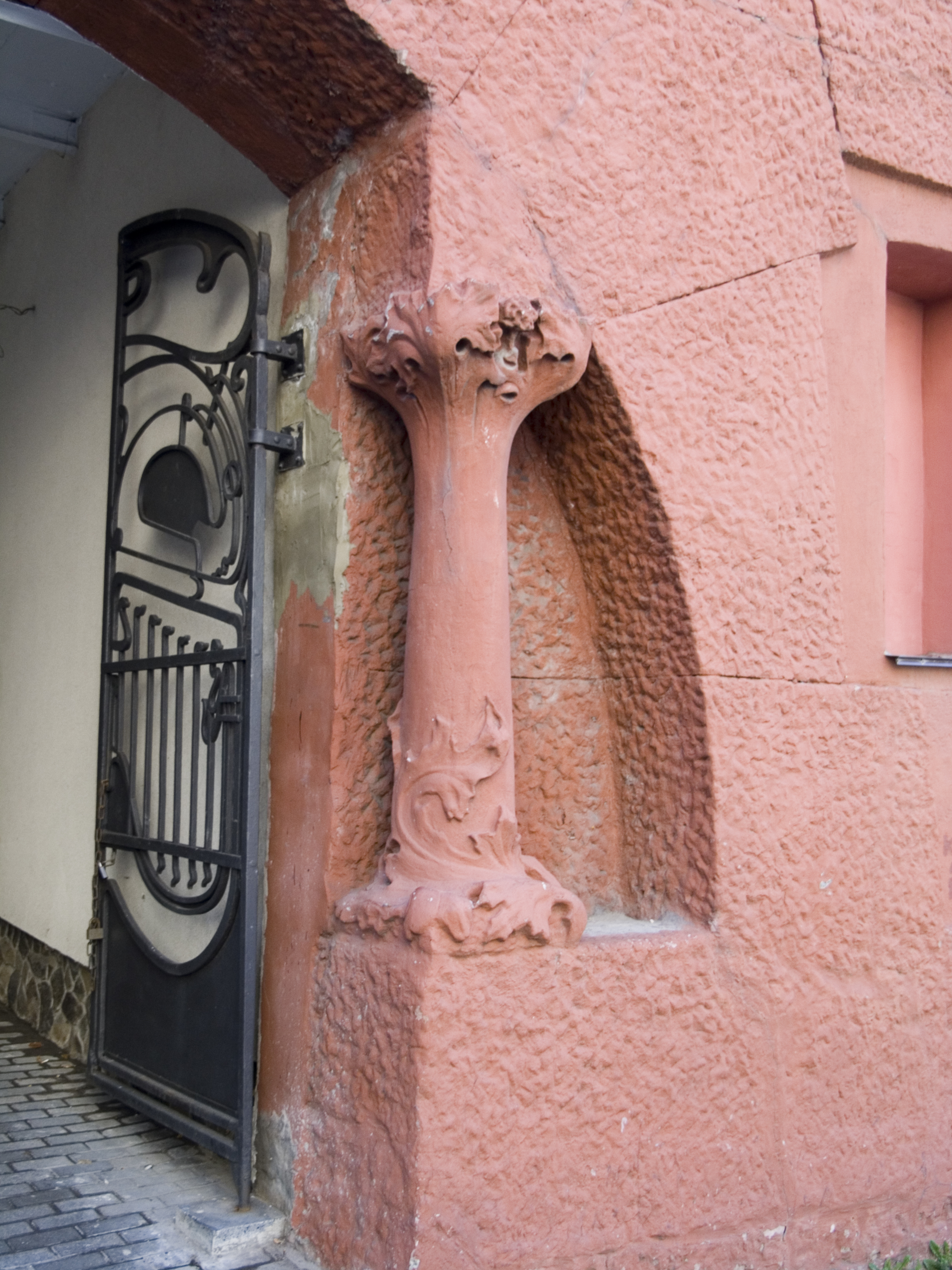
Декоративная колонна в стиле модерн с вычурной капителью и базой.